# Smugglers Cove Provincial Park
Smugglers Cove Provincial Park är en park i Kanada.   Den ligger i provinsen Nova Scotia, i den sydöstra delen av landet, 800 km öster om huvudstaden Ottawa. Smugglers Cove Provincial Park ligger 31 meter över havet. Den ligger vid sjön Lac de Gruau.
Terrängen runt Smugglers Cove Provincial Park är platt. Havet är nära Smugglers Cove Provincial Park åt nordväst. Runt Smugglers Cove Provincial Park är det glesbefolkat, med 9 invånare per kvadratkilometer.. Närmaste större samhälle är Freeport, 17,4 km nordväst om Smugglers Cove Provincial Park. 
I omgivningarna runt Smugglers Cove Provincial Park växer i huvudsak blandskog.